# Kujō Tadaie
Kujō Tadaie (九条 忠家) (1229 - 3 juillet 1275), fils du régent Kujō Norizane, est un noble de cour japonais  (kugyō) de l'époque de Kamakura. Il exerce la fonction de régent kampaku de 1273 à 1274 et sessho en 1274. Kujō Tadanori et Kujō Tadatsugu (九条 忠嗣) (1253 -?-) sont les fils qu'il a d'une fille de Sanjō Kinfusa.

## Source de la traduction
- (en) Cet article est partiellement ou en totalité issu de l’article de Wikipédia en anglais intitulé « Kujō Tadaie » (voir la liste des auteurs).